# Miss International

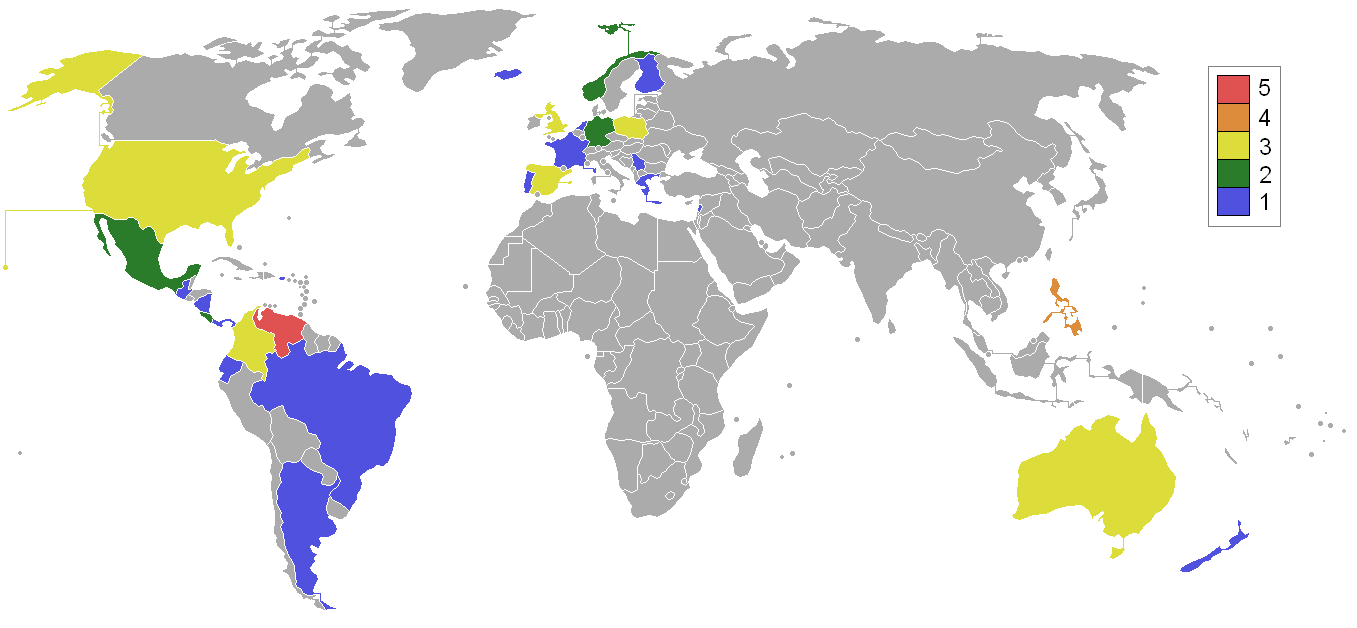
Världskarta som visar de vinnande länderna i Miss International

Miss International är en årlig skönhetstävling och en av de största som anordnas. Den tillhör "De fyra stora skönhetstävlingarna" i världen. Åren 1960–1967 hölls tävlingen i Long Beach, Kalifornien, USA, och flyttade sedan till Japan 1968–1970 (Osaka World Expo).
Sedan 1972 har tävlingen ägt rum i Japan varje år, med undantag för åren 2004 (Kina), 2006 (Kina), 2008 (Macau) och 2009–2011 (Kina).
Tävlingen grundades 1960 i Long Beach, som ett svar på att Miss Universum hade flyttats till Miami Beach. Tävlingen drivs av International Culture Association med säte i Tokyo i Japan, och man utser även Japans aspirant till Miss World. Det förväntas att vinnaren av titeln ska verka som ”ambassadör för fred och skönhet”, vara behagfull, visa ömhet, välvilja, vänskap, skönhet, intelligens, handlingskraft, och viktigast av allt, ha stor internationell känsla och förståelse. Tävlingen har mer än sextio deltagare från hela världen och finalen i visas i TV Tokyo. Miss International donerar till Unicef Japan och till olika länder. Tävlingen Miss International är väl känd i de asiatiska länderna, men är praktiskt taget okänd i Europa, Afrika och Amerika.